# Johan Micoud
Johan Micoud (ur. 24 lipca 1973 w Cannes) – francuski piłkarz występujący najczęściej na pozycji ofensywnego lub lewego pomocnika.

## Kariera klubowa
Johan Micoud zawodową karierę rozpoczynał w 1992 w klubie ze swojego rodzinnego miasta – AS Cannes. W debiutanckim sezonie wystąpił w 28 spotkaniach i strzelił dwie bramki. Razem z zespołem zajął drugie miejsce w tabeli Ligue 2, dzięki czemu awansował do pierwszej ligi. AS Cannes w najwyższej klasie rozgrywek w kraju zajęło szóstą lokatę, dzięki czemu uzyskało prawo do gry w Pucharze UEFA w sezonie 1994/1995. Następnie drużyna z Cannes plasowała się w ligowej tabeli coraz niżej, a latem 1996 roku Micoud postanowił odejść do Girondins Bordeaux. W nowym klubie od razu wywalczył sobie miejsce w podstawowej jedenastce i szybko okazał się jednym z najważniejszych ogniw w zespole. Francuski zawodnik sezon zakończył z ośmioma bramkami na koncie, a więcej trafień na koncie w drużynie Bordeaux miał tylko jeden z najlepszych strzelców rozgrywek – Jean-Pierre Papin. W 1999 roku Micoud razem z zespołem sięgnął po pierwsze w swojej karierze mistrzostwo kraju. Łącznie dla ekipy „Żyrondystów” Francuz przez cztery lata zaliczył 127 występów i zdobył 27 goli. W 2000 roku wyjechał do Włoch, gdzie podpisał kontrakt z AC Parma. W drużynie „Gialloblu” Micoud grał między innymi u boku swoich rodaków – Liliana Thurama, Sabri Lamouchiego, Alana Boghossiana, Sébastiena Freya oraz Martina Djetou. W 2002 roku wychowanek AS Cannes odszedł do niemieckiego Werderu Brema, z którym w 2004 zdobył mistrzostwo oraz puchar kraju. Dla Bremeńczyków Micoud zaliczył 123 ligowe występy i zdobył 31 goli, a po zakończeniu sezonu 2005/2006 zdecydował się powrócić do kraju. Ostatecznie francuski pomocnik po raz drugi w karierze został graczem Girondins Bordeaux, gdzie tym razem także nie miał problemów z zapewnieniem sobie miejsca w wyjściowej jedenastce. Po zakończeniu rozgrywek 2007/2008 działacze zespołu z Bordeaux nie zdecydowali się jednak przedłużyć kontraktu z nim kontraktu, w efekcie czego Francuz pozostał bez klubu. We wrześniu 2008 postanowił zakończyć karierę piłkarską.

## Kariera reprezentacyjna
W reprezentacji Francji Micoud zadebiutował 18 sierpnia 1999 roku w wygranym 1:0 wyjazdowym spotkaniu przeciwko Irlandii Północnej. Rok później razem z drużyną narodową Francuz sięgnął po mistrzostwo Europy. Na turnieju tym pełnił jednak rolę rezerwowego i wystąpił tylko w przegranym 2:3 meczu rundy grupowej z Holandią. Następnie Micoud znalazł się w kadrze reprezentacji swojego kraju na mistrzostwa świata 2002. „Trójkolorowi” na mundialu jednak zupełnie zawiedli i nie zdołali nawet przebrnąć przez rundę grupową. Po raz ostatni w kadrze wychowanek AS Cannes pojawił się w 2004 roku. Łącznie dla zespołu narodowego zaliczył siedemnaście występów i strzelił jedną bramkę. Przez wszystkie lata gry w reprezentacji Micoud pozostawał w cieniu Zinedine’a Zidane’a, który był jednym z najważniejszych graczy w drużynie i miał zapewnione miejsce w podstawowej jedenastce.